# سایوز تی‌ام‌ای-۱۷
سایوز-تی‌ام‌ای-۱۷ (به روسی: Союз )(به معنای اتحاد) یک مأموریت سرنشین دار سازمان ملی فضانوردی روسیه به سمت ایستگاه فضایی بین‌المللی محسوب می‌شود.

همچنین فضاپیمای این مأموریت وظیفه ارسال و بازگرداندن تعدادی از فضانوردان گروه اعزامی ۲۲ و گروه اعزامی ۲۳ را نیز بر عهده داشت.

## خدمه مأموریت
| شماره | نام           | ملیت                | تعداد پرواز | نقش عملیاتی | تصویر |
| ۱     | اولگ کوتوف    | روسیه               | ۲           | فرمانده     |       |
| ۲     | سوئیچی ناگوچی | ژاپن                | ۲           | مهندس پرواز |       |
| ۳     | تیموتی کریمر  | ایالات متحده آمریکا | ۱           | مهندس پرواز |       |

## نگارخانه

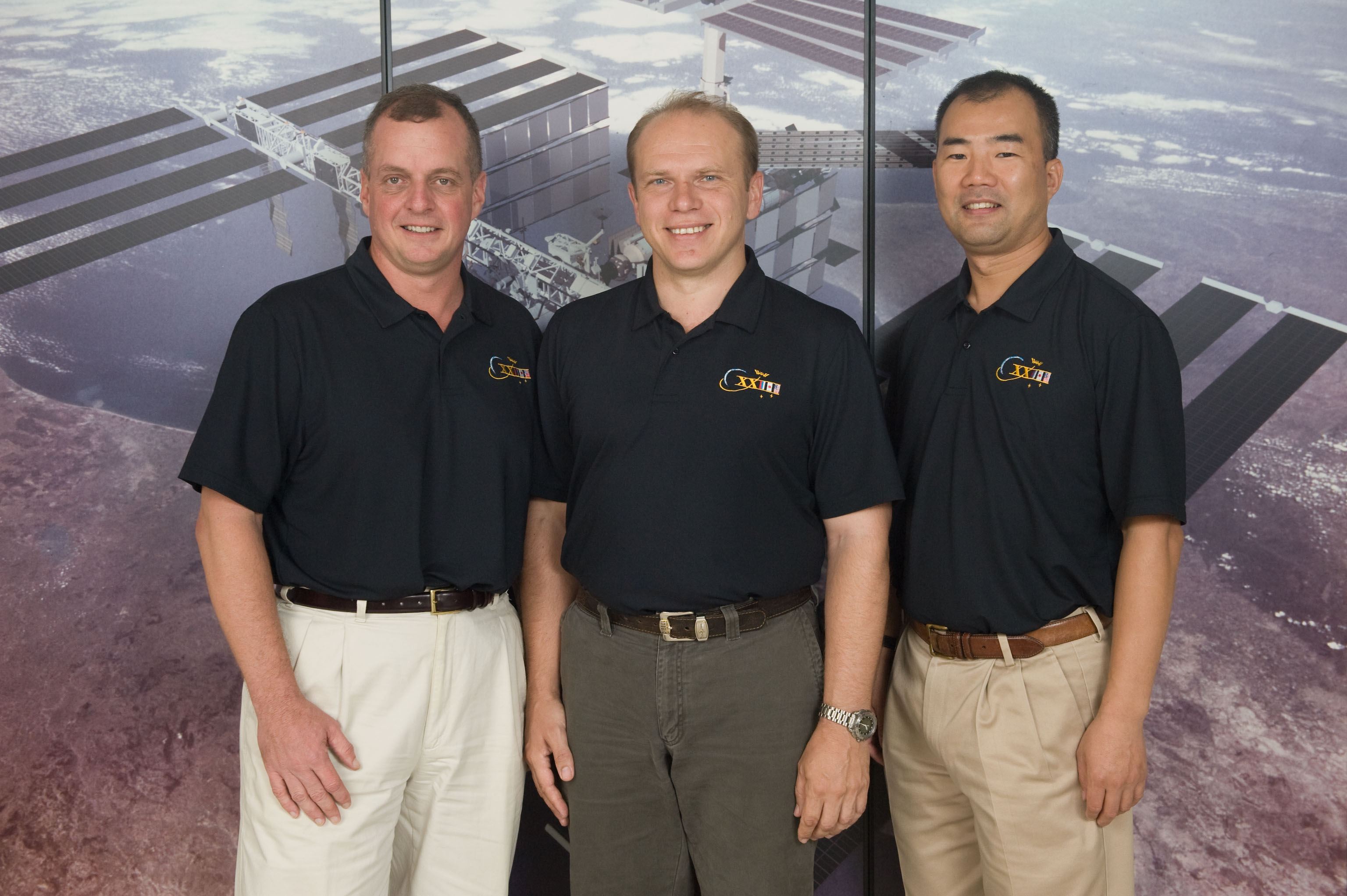
فضانوردان تی‌ام‌ای-۱۷
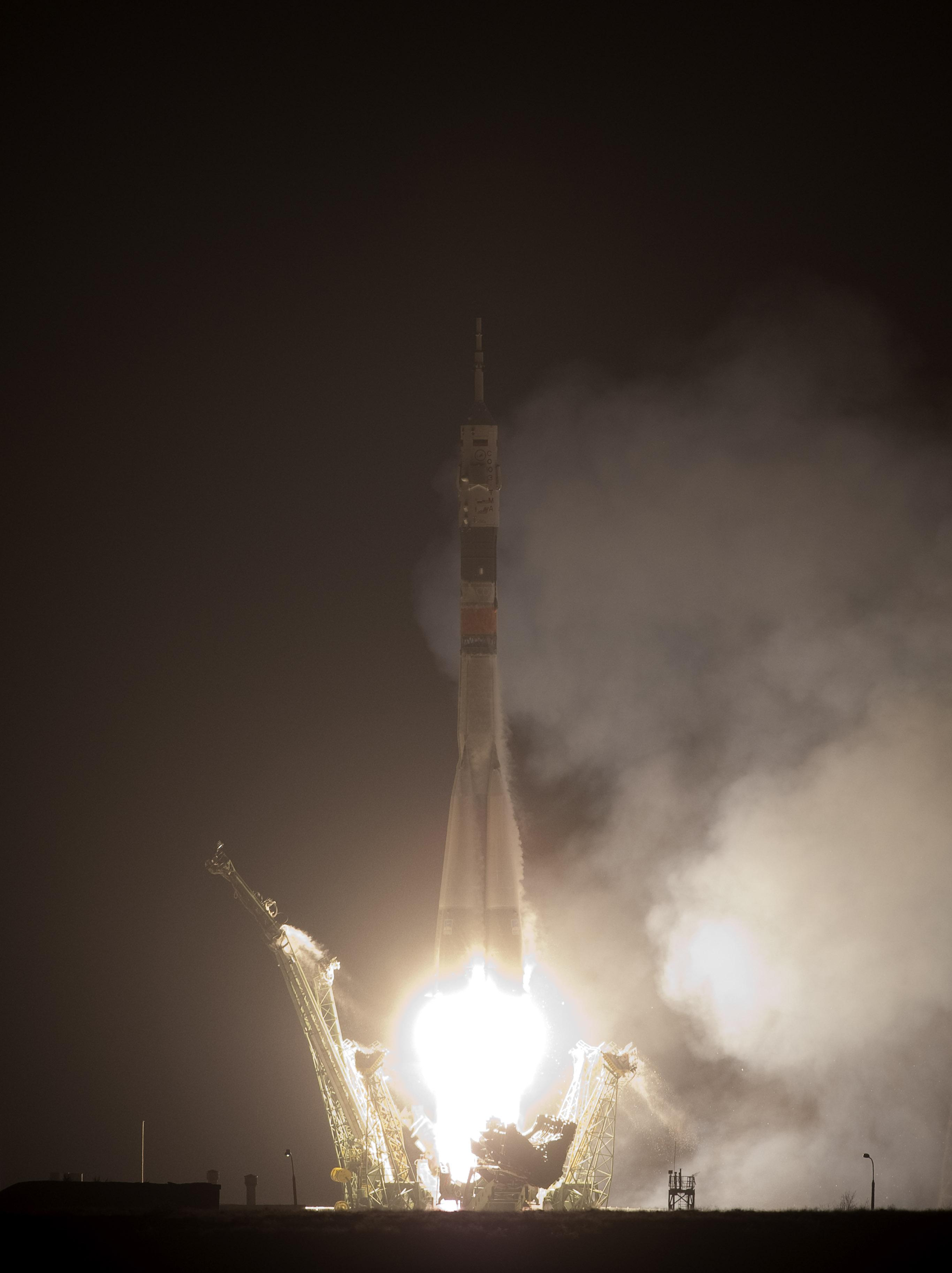
پرتاب تی‌ام‌ای-۱۷
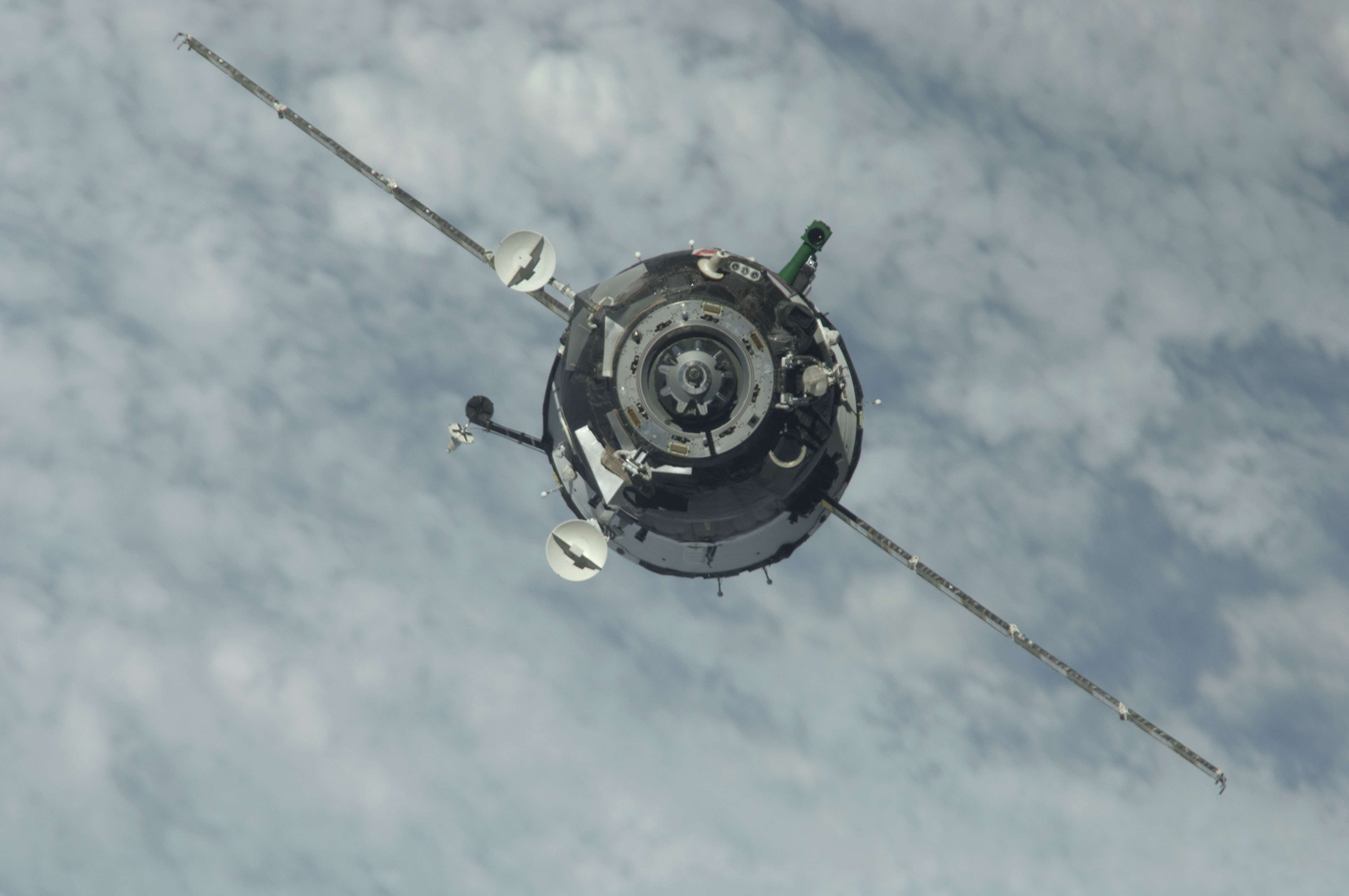
تی‌ام‌ای-۱۷ به ایستگاه نزدیک می‌شود
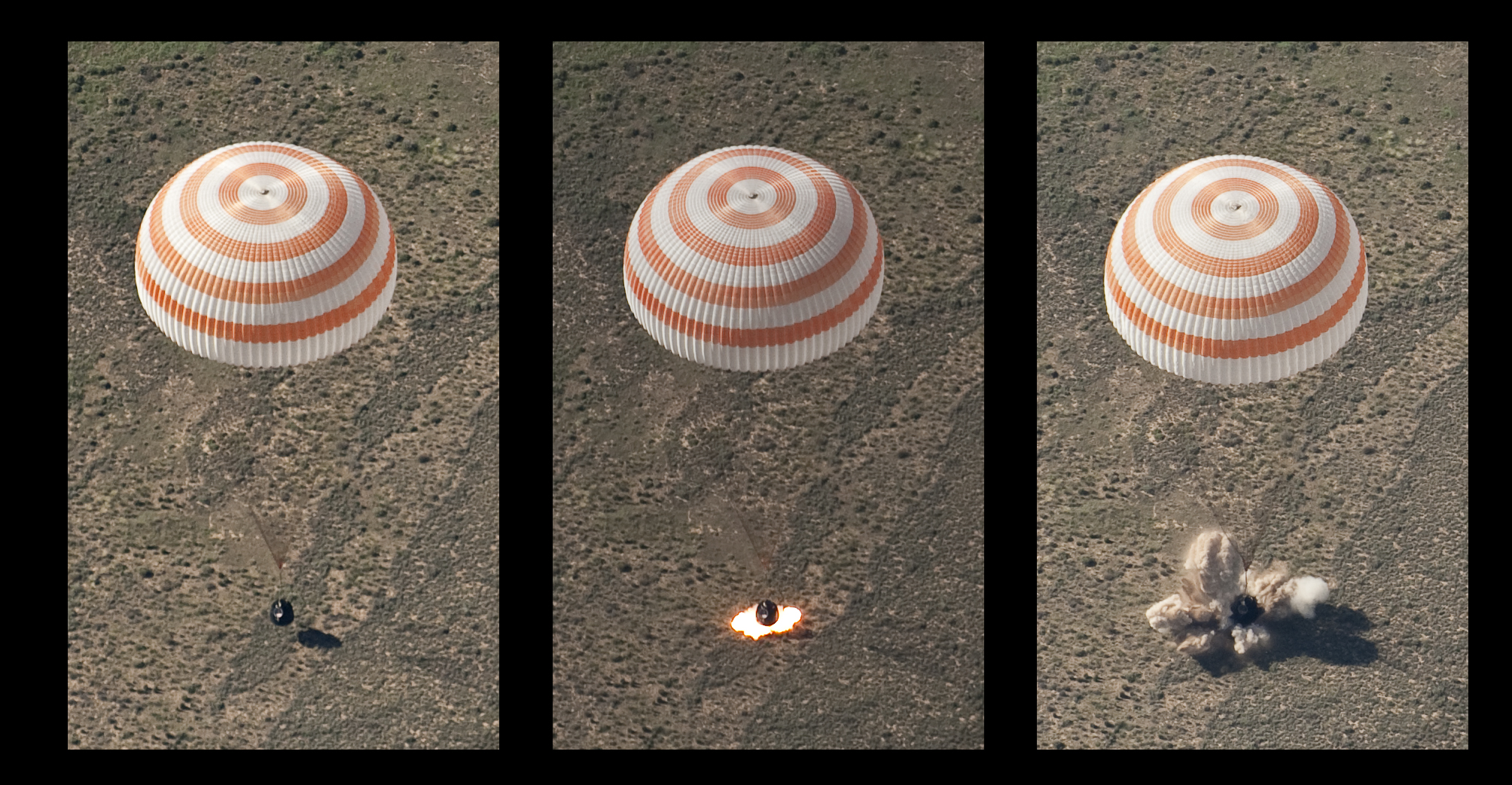
فرود تی‌ام‌ای-۱۷